# Wyre (Insel)
Die 3,11 km² große Insel Wyre (Vigr in der ausgestorbenen Sprache Norn) gehört zu den schottischen Orkney und hat 29 Einwohner (Stand: 2011).
Sie liegt 14 km nördlich von Kirkwall auf Mainland. Die Insel ist flach und hat eine Länge (Ost-West) von drei Kilometern bei einer Breite von 1,5 km. Fährverbindungen bestehen mit den Häfen Tingwall auf Mainland, mit Egilsay im Nordosten sowie mit Brinyan auf der nordwestlich gelegenen Nachbarinsel Rousay, von der Wyre durch den einen Kilometer breiten Wyre Sound getrennt ist. Im Sommer verkehren die Fähren täglich, von Oktober bis April gibt es sonntags keine Verbindungen. Die Fahrt nach Rousay dauert fünf Minuten.
Auf der Insel gibt es eine Post und einen Gemeindesaal, in dem Veranstaltungen stattfinden die durch die Wyre Community Association organisiert werden. Schulkinder müssen mit der Fähre nach Rousay in die Grundschule oder nach Mainland zu einer weiterführenden Schule fahren.
Sehenswert sind die Grundmauern der Ruine von Cubbie Roo’s Castle, der etwa 1145 entstandenen und damit ältesten steinernen Burganlage der Orkney, deren Kern ursprünglich ein rechteckiges, 8 × 8 m mächtiges normannisches Tower House war. Der Name geht auf die orkadische Sagengestalt "Cubbie Roo" zurück; auch als der aus Norwegen stammende Kolbein Hrúga bekannt. Die Orkneyinga saga überliefert in Chapter 84: 

„At the time there was a very able man called Kolbein Heap farming on Wyre in Orkney. He had a fine stone built fort, a really solid stronghold.“

In der Nähe befinden sich die Reste der St Mary’s Chapel. Sie stammt aus dem 12. Jahrhundert und weist Merkmale romanischer Architektur auf. Sie wurde teilweise restauriert, allerdings trägt sie kein Dach. In „The Bu“ wohnte der schottische Schriftsteller Edwin Muir eine Zeit lang. 
Auf Ha'Breck wurde von Antonia Thomas von 2007 bis 2011 eine steinzeitliche Siedlung untersucht.
Wie die meisten der Inseln des Archipels besteht Wyre aus Old-Red-Sandstein aus der Zeit des Devon. Wyre ist bekannt für seine Kegelrobben- und Seehundbestände. Die Vogelwelt ist geprägt u. a. durch Enten. 